# Embuscade de Hatun Asha
 (mars 2020).
Si vous disposez d'ouvrages ou d'articles de référence ou si vous connaissez des sites web de qualité traitant du thème abordé ici, merci de compléter l'article en donnant les références utiles à sa vérifiabilité et en les liant à la section « Notes et références ».
L'embuscade de Hatun Asha a eu lieu à la veille des élections générales péruviennes de 2016 le 10 avril 2016.
Des bandes de combattants de la guérilla du Sentier lumineux, armés de fusils à longue portée et de grenades, ont tendu une embuscade à une caravane militaire péruvienne de huit véhicules à Hatun Asha. L'embuscade a commencé vers 5 h du matin, lorsque des guérilleros ont pris pour cible une patrouille militaire péruvienne le long d'une route rurale dans le distrit de Santo Domingo de Acobamba (en). Les véhicules transportaient du matériel électoral et les soldats du 311e bataillon étaient chargés de surveiller les bureaux de vote dans la région centrale de Junin, tandis que la patrouille devait également servir à Lima. L'embuscade a fait neuf morts parmi les soldats du gouvernement et deux sous-traitants civils ainsi que cinq blessés qui ont réussi à  s'échapper. Des hélicoptères gouvernementaux ont été appelés pour répondre à l'incident et traquer les auteurs.
L'embuscade a marqué l'attaque la plus meurtrière du Sentier lumineux depuis des années et une résurgence du groupe afin de perturber les élections générales péruviennes.